# Alan Hulme

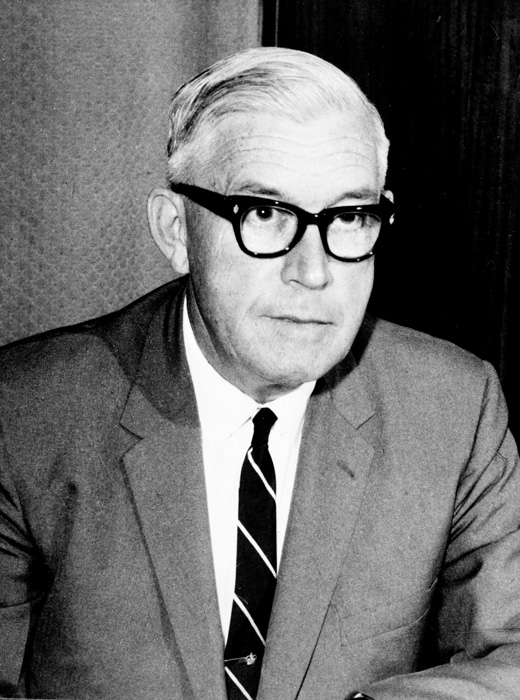
Alan Hulme (1964)

Alan Shallcross Hulme, KBE (* 14. Februar 1907 in Mosman, Sydney, New South Wales; † 9. Oktober 1989 in Nambour, Queensland) war ein australischer Politiker der Liberal Party of Australia (LP), der über 20 Jahre lang Mitglied des Repräsentantenhauses sowie mehrmals Minister war.

## Leben
Alan Shallcross Hulme, zweites Kind des in England geborenen Beamten Thomas Shallcross Hulme und dessen Frau Emily Clara Hynes, besuchte die North Sydney Boys’ High School und begann 1922 als Fünfzehnjähriger eine erste berufliche Tätigkeit als Botenjunge für Burns, Philp & Co. Ltd. Später absolvierte er eine Ausbildung zum Buchhalter und trat der Kanzlei von Cullen-Ward & Co. bei. 1934 zog er nach Queensland, um das dortige Buchhaltungsbüro Cullen-Ward & Co. in Brisbane zu eröffnen. 1938 wurde er Stipendiat des Institute of Chartered Accountants in Australien. 1943 war er Gründungsmitglied der Queensland People’s Party und fungierte seit 1946 als deren Präsident und Wahlkampfleiter. Er unterstützte aber die Fusion mit der Liberalen Partei Australiens LP (Liberal Party of Australia), die er als nationale Partei für besser geeignet hielt, die Kriegskontrollen abzubauen und den Liberalismus voranzutreiben. Als Anhänger von freiem Unternehmertum, niedrigen Steuern und schlanken Regierungen trat er bei den Bundestagswahlen 1949 für die Liberale Partei an und wurde in dem in Brisbane m Wahlkreis Petrie in Brisbane erstmals zum Mitglied des Repräsentantenhauses gewählt. Obwohl er ein engagierter Unterstützer von Premierminister Robert Menzies war, wurde er zunächst manchmal als „Grat in der Satteltasche“ („burr in the saddlebag“) der Koalitionsregierung angesehen, die seiner Meinung nach zu viele Zugeständnisse an die Regierungsregulierung gemacht hatte. Er war zwischen 1950 und 1958 Mitglied des Hauptausschusses (House Committee) und von 1952 bis 1958 des Gemeinsamen Parlamentsausschusses für öffentliche Konten (Joint Committee of Public Accounts). Des Weiteren war er im Commonwealth of Nations zwischen 1954 und 1955 Vorsitzender des Ausschusses des für Abschreibungssätze (Committee on Rate of Depreciation) und von 1956 bis 1958 des Rates für Einwanderungsplanung (Immigration Planning Council).
Am 10. Dezember 1958 wurde Hulme als Minister für Versorgung (Minister for Supply) in die Regierung Menzies VII berufen. Bei den Wahlen vom 9. Dezember 1961, die ein Patt zwischen der Koalitionsregierung aus Liberal Party und Country Party sowie der oppositionellen Australian Labor Party (ALP) brachte, verlor er seinen Sitz im Repräsentantenhaus an seinen ALP-Herausforderer Reginald O’Brien und daher am 22. Dezember 1961 auch seinen Ministerposten. Nach seinem Ausscheiden aus dem Parlament war er als Unternehmensberater sowie Direktor von Chandlers Australia Ltd und der JB Chandler Investment Co. Ltd. tätig.
Bei den Wahlen vom 30. November 1963 gewann Alan Hulme gegen Reginald O’Brien den Wahlkreis Petrie zurück und wurde dadurch abermals Mitglied des Repräsentantenhauses. In der daraufhin am 18. Dezember 1963 gebildeten Regierung Menzies VIII wurde er zum Generalpostmeister (Postmaster-General) ernannt. In einer zunehmend turbulenten Zeit war er für die Australian Broadcasting Commission (ABC) verantwortlich. In der Überzeugung, dass es in ABC-Nachrichten und Kommentaren Voreingenommenheit und kein Gleichgewicht gab, war er häufig mit einigen Reportern, die er als linke Propagandisten ansah, und Kommissionsmitgliedern, die er für ineffektiv hielt, konfrontiert. In einem Brief an den Vorsitzenden der Kommission, in dem er die Haushaltsvoranschläge von ABC für 1970–71 kommentierte, schlug er vor, die Fernsehprogramme für aktuelle Angelegenheiten wie Four Corners und This Day Tonight zu kürzen. ABC-Mitarbeiter leiteten den Brief an die Zeitungen weiter und in der darauf folgenden Aufregung über die Unabhängigkeit des ABC zog Hulme seinen Vorschlag zurück, blieb aber reuelos. Das Amt als Generalpostmeister bekleidete er fast neun Jahre lang bis zum 5. Dezember 1972 auch in den Regierungen Holt I, Holt II, McEwen, Gorton I, Gorton II, Gorton III sowie McMahon. Während seiner Amtszeit als Generalpostmeister kündigte er zudem für die Zukunft die Einführung von UKW-Rundfunk, Farbfernsehen, internationalen Telefonanrufen über den Satelliten AUSSAT Pty Limited und die Aufnahme von Gesundheitswarnungen in die Tabakwerbung an. Der umstrittene am 15. Mai 1980 fertiggestellte Fernsehturm Black Mountain Tower in Canberra ist nach wie vor ein Denkmal für seine Rekordamtszeit als Generalpostmeister. Er war außerdem vom 26. Januar 1966 bis zum 5. Dezember 1972 zugleich Vizepräsident des Exekutivrates (Vice-President of Executive Council) und galt als ein zäher Unterhändler, der das Motto geprägt hatte: „Nichts ist vereinbart, bis alles vereinbart ist.“ („Nothing is agreed until everything is agreed.“).
Am 1. Januar 1971 wurde Alan Shallcross Hulme zum Knight Commander des Order of the British Empire geschlagen und führte seither den Namenszusatz „Sir“. Am 3. Mai 1938 heiratete er Jean Frances Archibald in der Methodist Church in West End. Aus dieser Ehe gingen zwei Söhne und eine Tochter hervor.